# Vrede van Parijs (1783)

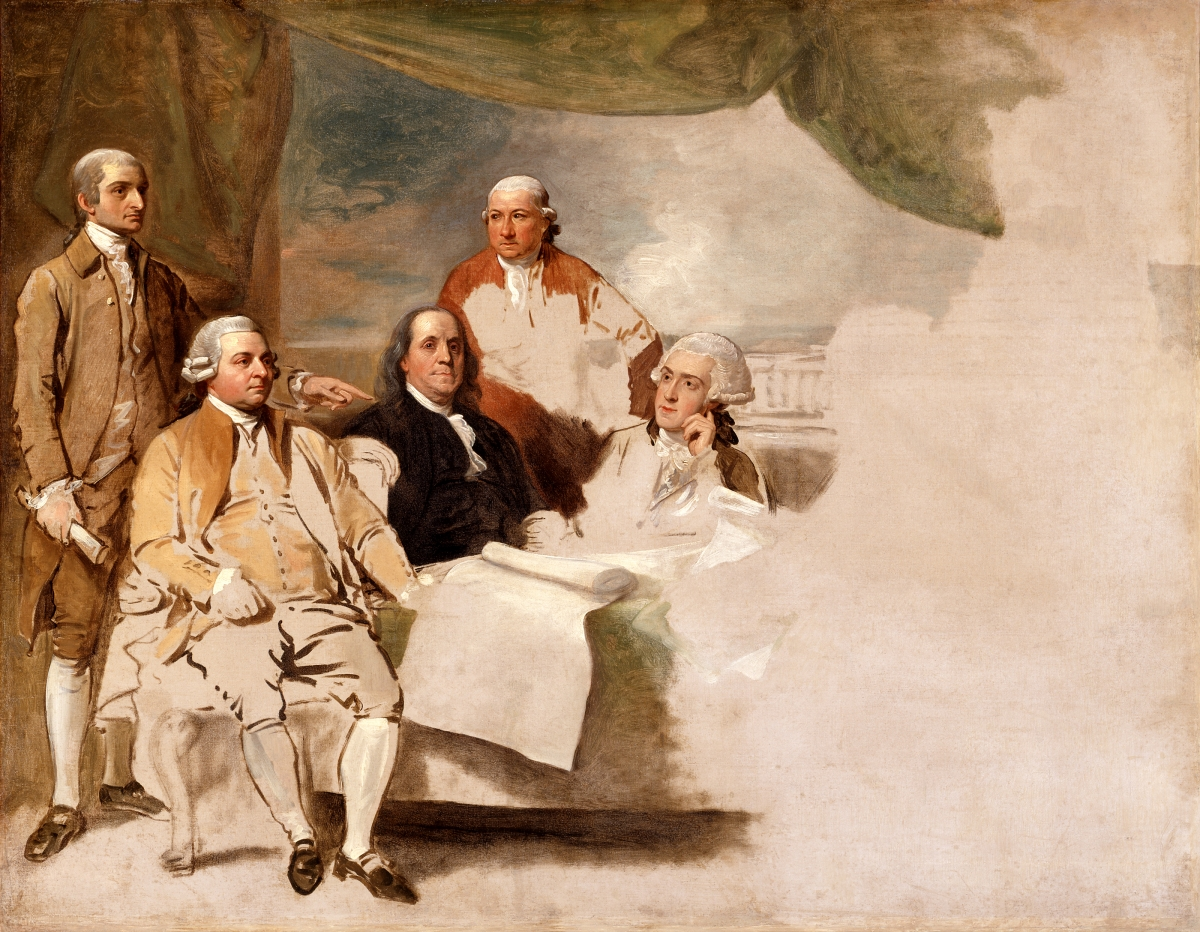
John Jay, John Adams, Benjamin Franklin, Henry Laurens en William Temple Franklin op een schilderij door Benjamin West uit 1783. De Britse onderhandelaars weigerden te poseren en het stuk bleef onvoltooid.

De Vrede van Parijs (ook wel de Vrede van Versailles) van 1783 betekende het einde van de Amerikaanse Onafhankelijkheidsoorlog, waarbij het Koninkrijk Groot-Brittannië de onafhankelijkheid erkende die door de dertien voormalige koloniën in Noord-Amerika was uitgeroepen op 4 juli 1776.
Op 30 november 1782 waren er al voorlopige vredesverdragen getekend in Parijs, maar het duurde tot 19 april tot de Britten definitief hun verlies erkenden en zich begonnen terug te trekken uit de Verenigde Staten. Met het tekenen van de Vrede van Parijs, op 3 september 1783 in Hotel d' York (thans 56 Rue Jacob), kwam er formeel een einde aan de oorlog. De laatste Britse troepen vertrokken op 25 november 1783. Het vredesverdrag werd geratificeerd door het Congres van de Verenigde Staten op 14 januari 1784.

## Bepalingen
De Vrede van Parijs bevatte verschillende bepalingen, waaronder:
- Erkenning van de Verenigde Staten (de dertien koloniën) als vrije, soevereine en onafhankelijke staten, en dat de Britse Kroon en alle haar erfgenamen en opvolgers afzien van aanspraken op de regering, eigendom, en territoriale rechten van hetzelfde, en voor elk deel daarvan.
- Bepaling van de grens tussen de Verenigde Staten en Brits Noord-Amerika.
- Toekenning van visserijrechten aan Amerikaanse vissers op de Grand Banks van Newfoundland en in de Saint Lawrencebaai.

## Erkenning
Op 16 november 1776 was Nederland het eerste land dat de status van de Verenigde Staten als onafhankelijk land bevestigde. Dit gebeurde door middel van saluutschoten op Sint Eustatius.
De formele Nederlandse erkenning vanuit de Nederlandse staat kwam van Friesland op 26 februari 1782, gevolgd door de andere Nederlandse gewesten op 19 april. Nederland was daarmee het tweede land. Frankrijk had op 6 februari 1778 als eerste land de Verenigde Staten formeel erkend.